# Péptido C
No confundir péptido C con proteína C reactiva ni con proteína C.
El péptido C es una cadena peptídica de 31 aminoácidos que forma parte de la proinsulina. La proinsulina es una proteína que, tras su procesamiento por peptidasas en el aparato de Golgi de las células beta pancreáticas, da lugar a la insulina y al péptido C. Tanto la insulina como el péptido C se almacenan en una proporción equimolar en vesículas para ser secretados a la circulación sistémica cuando aumentan los niveles de glucosa en sangre.
Inicialmente, el único interés en el péptido C era como marcador de la secreción de insulina y, como tal, ha sido de gran valor para fomentar la comprensión de la fisiopatología de la diabetes de tipo 1 y tipo 2. El primer uso documentado de la prueba del péptido C fue en 1970. Sin embargo, actualmente se sabe que el péptido C es un péptido bioactivo, con efectos en el flujo sanguíneo microvascular y la salud de los tejidos.

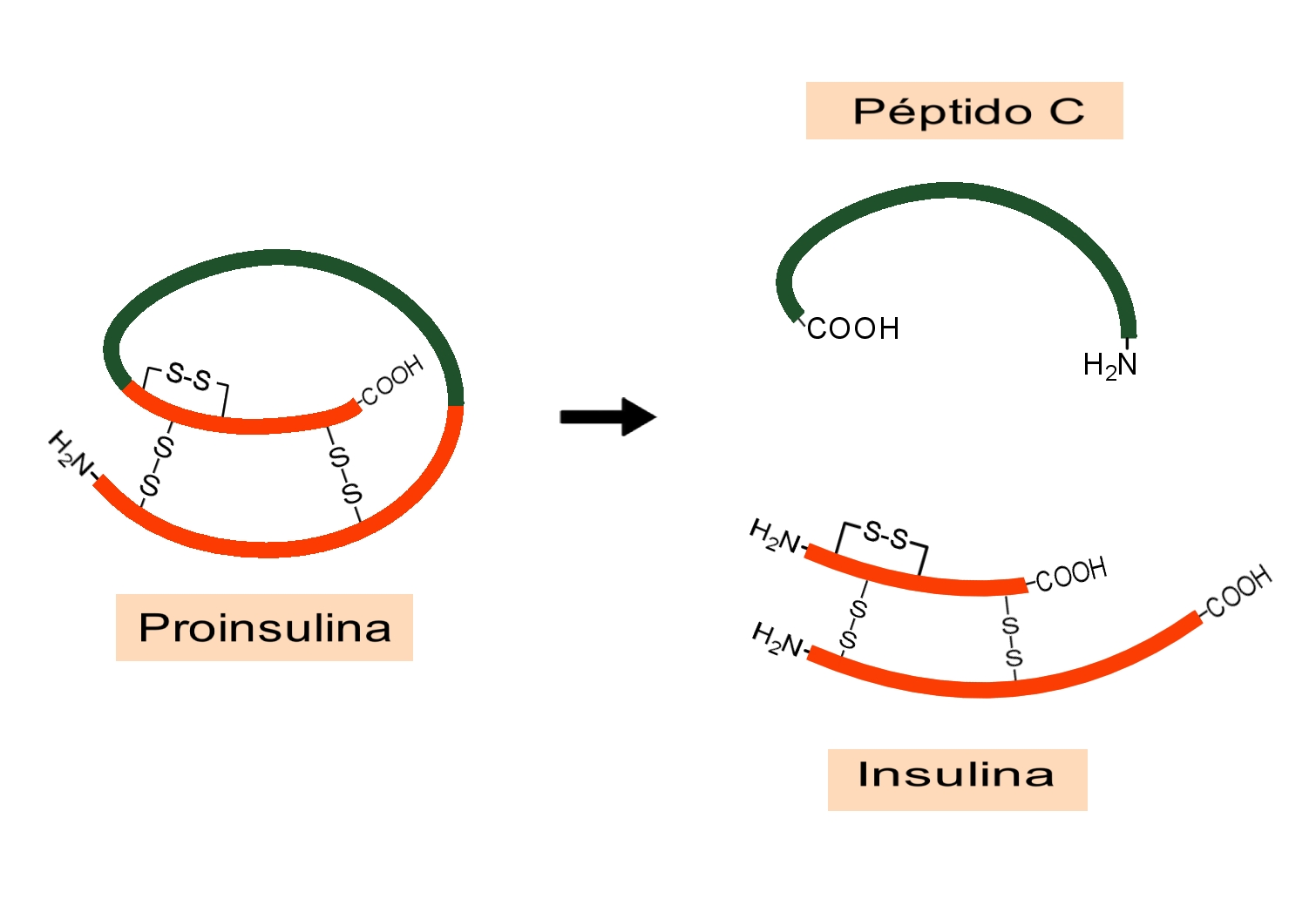
Procesamiento de la proinsulina para originar la insulina y el péptido C.

Se ha demostrado que el péptido C se une a la superficie de varios tipos de células, como las neuronales, endoteliales, fibroblásticas y tubulares renales, en concentraciones nanomolares (nM) a un receptor que probablemente esté acoplado a la proteína G. La señal activa vías de señalización intracelular dependientes del Ca2+, como MAPK, PLCγ y PKC, lo que conduce a la regulación al alza de una serie de factores de transcripción, así como la actividad de la enzima eNOS y la bomba o ATPasa Na+-K+. Se sabe que estas dos últimas enzimas han reducido el desarrollo de complicaciones a largo plazo de los pacientes con diabetes de tipo I, como la neuropatía periférica y autonómica.
Los estudios in vivo en modelos animales de diabetes tipo 1 han establecido que la administración de péptido C produce mejoras significativas en la función nerviosa y renal. Así pues, en animales con signos tempranos de neuropatía inducida por la diabetes, el tratamiento con péptido C en dosis de reemplazo da lugar a una mejora de la función del nervio periférico, como lo demuestra el aumento de la velocidad de conducción del nervio, el aumento de la actividad de la ATPasa Na+-K+ del nervio y la mejora significativa de los cambios estructurales del nervio.  Asimismo, la administración de péptido C en animales que tenían deficiencia de péptido C (diabetes tipo 1) con nefropatía mejora la función y la estructura renal; disminuye la excreción de albúmina urinaria y previene o disminuye los cambios glomerulares inducidos por la diabetes secundarios a la expansión de la matriz mesangial. También se ha informado de que el péptido C tiene efectos antiinflamatorios y ayuda a reparar las células del músculo liso.

## Uso clínico
El péptido C se produce en las mismas cantidades que la insulina, por lo que su concentración en sangre u orina proporciona una medida de la secreción de insulina endógena (producida por las células beta del páncreas), independientemente de si el paciente está siendo tratado con insulina o no. Su medida puede permitir distinguir entre diabetes de tipo I y II, así como medir la disminución progresiva de la secreción de insulina en los diabéticos de tipo II. Por supuesto, se debe tener en cuenta que el impacto de unos niveles determinados de insulina dependerá de la resistencia a insulina del individuo. Los niveles de péptido C nos informan sobre el estado actual del paciente, pero otros métodos, como el uso de autoanticuerpos para detectar las células beta pancreáticas en los islotes de Langerhans, nos aportan mejor información sobre el pronóstico de ese paciente en cuanto a su capacidad de secreción de insulina.
La vida media del péptido C en sangre (20-30 minutos) es superior a la de la insulina (3-5 minutos); aproximadamente el 50% de la insulina es rápidamente metabolizada por el hígado y su eliminación periférica es variable. Por ello, determinar los niveles de péptido C podría reflejar mejor la secreción pancreática de insulina que medir los niveles de la propia hormona. Dado que la mitad del péptido C en sangre es eliminado en la orina, en aquellos pacientes con fallo renal los niveles de péptido C pueden estar falsamente elevados y no representar correctamente los niveles de insulina secretados de manera endógena.